# Біліївка
Білі́ївка — село в Україні, у Володарській селищній громаді Білоцерківського району Київської області, центр сільської ради. Населення становить 307 осіб (станом на 2001 рік). Село розташоване на південному заході Білоцерківського району, за 9 кілометрів від центру громади.

## Назва
Існують дві версії походження назви села. Згідно з першою назва походить від прізвища «Біляєв» єдиного жителя села, який вижив після навали татар. Друга версія пояснює назву села покладами білої глини, яку місцеві жителі добували, обмінюючи її на різноманітні товари.

## Географія
Село Біліївка лежить за 9 км на південь від центру громади, фізична відстань до Києва — 89 км. Через село проходить автомобільний шлях регіонального значення Р 18 «Житомир-Ставище». Воно розташоване на горбистій місцевості між трьома ставками, два з яких з'єднує річка Пожарка. На північному сході населеного пункту є яр під назвою «Сухий яр», на південний схід села — став «Пустоха».

## Історія
Село Біліївка з'явилося поблизу міста Розволожжя, що було форпостом на південно-західному кордоні Київської Русі, на перетині Бердичівського шляху (з'єднував північний захід Русі з півднем) та шляхом, що з'єднував Київ з південним заходом Русі. Село перебувало у складі Литви, у власності Острозьких, Заславських та Санґушків.
У 1569 році, після укладення Люблінської унії, разом з усім Київським воєводством, село увійшло до складу Речі Посполитої. Мешканці Біліївки брали участь у повстанні під проводом Криштофа Косинського (1592–1593 років) і Северина Наливайка (1594–1596 років), формували козацький полк і обоз для армії Богдана Хмельницького. У XVI — XVII століттях село входило до складу Антонівської волості Сквирського староства.
У 1723 році Біліївка входила до складу володінь князя Михайла Вишневецького. Селяни, разом з мешканцями сусідніх сіл, брали активну участь у Коліївщині. У 1796 році, як і решта населених пунктів Сквирського повіту, Біліївка ввійшла до складу Київської губернії Російської держави. У 1799 році овруцький каштелян двоіменний Мартин-Антон Рибинський продав село поміщику Олександру Березовському. У 60-х роках XIX століття село належало внукам Березовського — Антону, Генріху, Киприяну та двом сестрам з матір'ю Людвигою.

## Населення
У 1861 році у селі проживали 827 мешканців.
У селі існувала юдейська громада, представники якої займалися швацькою справою.
Станом на 1989 рік у селі проживало 306 осіб, серед них — 137 чоловіків і 169 жінок.
За даними перепису населення 2001 року у селі проживали 307 осіб. Рідною мовою назвали:
| Мова       | Кількість осіб | Відсоток |
| ---------- | -------------- | -------- |
| українська | 300            | 97,72%   |
| російська  | 6              | 1,95%    |
| молдавська | 1              | 0,33%    |

## Політика
Голова сільської ради — Осипчук Володимир Васильович, 1934 року народження, вперше обраний у 1994 році. Інтереси громади представляють 15 депутатів сільської ради:
| Партія                         | Кількість депутатів | Відсоток |
| ------------------------------ | ------------------- | -------- |
| «Партія регіонів»              | 7                   | 58,33%   |
| «Соціалістична партія України» | 4                   | 33,33%   |
| «Народна партія»               | 1                   | 8,33%    |

На виборах у селі Біліївка працює окрема виборча дільниця, розташована в приміщенні школи. Результати виборів:
- Парламентські вибори 2002: зареєстровано 232 виборці, явка 97,41%, найбільше голосів віддано за Соціалістичну партію України — 48,23%, за Блок Віктора Ющенка «Наша Україна» — 18,58%, за політичну партію «Нова сила» — 7,08%. В одномандатному окрузі найбільше голосів отримав Бондаренко Григорій Іванович («За єдину Україну!») — 46,02%, за Ходаківського Леоніда Болеславовича («Соціалістична партія України») проголосували — 42,04%, за Мейтуса Віктора Володимировича (самовисування) — 7,08%[9].
- Вибори Президента України 2004 (третій тур): зареєстровано 189 виборців, явка 93,65%, з них за Віктора Ющенка — 80,23%, за Віктора Януковича — 18,08%[10].
- Парламентські вибори 2006: зареєстровано 217 виборців, явка 83,87%, найбільше голосів віддано за Блок Юлії Тимошенко — 35,71%, за Соціалістичну партію України — 30,22%, за блок «Наша Україна» — 9,89%[11].

| Парламентські вибори 2012, результати голосування | Парламентські вибори 2012, результати голосування | Парламентські вибори 2012, результати голосування | Парламентські вибори 2012, результати голосування | Парламентські вибори 2012, результати голосування |
| ------------------------------------------------- | ------------------------------------------------- | ------------------------------------------------- | ------------------------------------------------- | ------------------------------------------------- |
|                                                   |                                                   |                                                   |                                                   | віддано голосів                                   |
| ВО «Батьківщина»                                  | ВО «Батьківщина»                                  |                                                   | 70                                                | 70                                                |
| «Партія регіонів»                                 | «Партія регіонів»                                 |                                                   | 50                                                | 50                                                |
| «УДАР»                                            | «УДАР»                                            |                                                   | 9                                                 | 9                                                 |
| «КПУ»                                             | «КПУ»                                             |                                                   | 7                                                 | 7                                                 |
| ВО «Свобода»                                      | ВО «Свобода»                                      |                                                   | 7                                                 | 7                                                 |
| Інші                                              | Інші                                              |                                                   | 15                                                | 15                                                |

- Парламентські вибори 2007: зареєстровано 210 виборців, явка 84,29%, найбільше голосів віддано за Блок Юлії Тимошенко — 50,28%, за Блок «Наша Україна — Народна самооборона» — 20,90%, за Партію регіонів — 11,30%[13].
- Вибори Президента України 2010 (перший тур): зареєстрований 207 виборців, явка 83,57%, найбільше голосів віддано за Юлію Тимошенко — 47,40%, за Сергія Тігіпко — 17,34%, за Віктора Януковича — 11,56%[14].
- Вибори Президента України 2010 (другий тур): зареєстровано 211 виборців, явка 84,83%, з них за Юлію Тимошенко — 65,92%, за Віктора Януковича — 30,73%[15].
- Парламентські вибори 2012: зареєстровано 193 виборці, явка 81,87%, найбільше голосів віддано за Всеукраїнське об'єднання «Батьківщина» — 44,30%, за Партію регіонів — 31,65% та партію «УДАР» — 5,70%[12]. В одномандатному окрузі найбільше голосів отримав Кацуба Сергій Володимирович (Партія регіонів) — 39,10%, за Світовенка Віктора Вікторовича (Всеукраїнське об'єднання «Батьківщина») — 31,41%, за Гудзенко Віталія Івановича (самовисування) — 16,03%[16]

## Релігія
Дерев'яна церква Святого апостола і євангеліста Іоанна Богослова була побудована, орієнтовно, у другій половині XVIII століття. У 1809 році у Сквирській Соборній церкві було придбано іконостас. У 1950 році церкву було закрито, приміщення стали використовувати як клуб. У 1970 році церкву було розібрано, від неї залишилися лише фрагменти фундаменту.
У XVIII столітті в селі заснували церковне братство, метою якого була боротьба проти засилля католицької церкви, сприяння поверненню селян до православної віри, розвитку освіти. У 1791 році представники братства домоглися від власника Біліївки Рибинського звільнення братської пасіки від здачі десятої частини її доходу на користь панської економії. Тодішнім священиком у селі був отець Григорій Корнилович (Корниловський).

## Економіка
На території населеного пункту функціонують такі підприємства:
- Селянське (фермерське) господарство Коротуна В. П.;
- Селянське (фермерське) господарство «Мороз»;
- Сільськогосподарський виробничий кооператив «Вітчизна»;
- Фермерське господарство «Маяк»;
- Фермерське господарство «Промінь»;

## Освіта
У 1861 році у селі було відкрито церковнопарафіяльну школу, яка розміщувалась у сільській хаті:
Оно помещено в доме, нарочно устроенном обществом. На содержание его отпускается от прихожан учителю за учебные месяцы по 10 рублей, отопление и служитель. Учитель — крестьянин домашнего обучения Никифор Митрофанов Цирук. Лет ему 54.
Закону Божому у школі навчав отець Захарій Федорович Висоцький, який кілька десятиліть служив у цій парафії, від імені Київських митрополитів був нагороджений набедреником, скуфією та камилавкою, від імені Священного Синоду Російської Православної Церкви — золотим нагрудним хрестом.

## Соціальна сфера
У селі працюють дошкільний виховний заклад № 21, навчально-виховне об'єднання «Загальноосвітня школа I ступеня — дошкільний навчальний заклад».

## Пам'ятки
- Курган[d] (III тис. до н. е. — I тис. н. е.);
- Пам'ятник воїнам-односельцям[d], які загинули в роки Великої Вітчизняної війни;